# Ignacio Avilés
Ignacio Avilés, vollständiger Name Ignacio Lautaro Avilés Rodríguez, (* 23. Mai 1992 in Montevideo) ist ein uruguayischer Fußballspieler.

## Karriere

### Verein
Der nach Angaben seines Vereins 1,82 Meter große Mittelfeldspieler Avilés stammt aus der Jugendmannschaft Danubios. Er steht mindestens seit der Apertura 2011 im Kader des Erstligisten Danubio. Für die Montevideaner bestritt er in der Spielzeit 2011/12 13 Spiele in der Primera División. Bis zum Abschluss der Spielzeit 2012/13 kamen seither keine weiteren Einsätze hinzu. In jener Saison fiel er jedoch zunächst mit Meniskusriss am rechten Knie und nach einigen Spielen in der Tercera División, in denen er sich wieder an die Erstligamannschaft herangekämpft hatte, mit der gleichen Verletzung im linken Knie aus. Auch in der Apertura 2013 steht für ihn kein weiteres Erstligaspiel zu Buche. Ende Oktober 2013 wurde berichtet, dass sich Avilés in der Reha-Phase nach einer Kreuzbandoperation befinde. Im Januar 2014 wechselte er auf Leihbasis zu Miramar Misiones. Er absolvierte bis zum Saisonende acht Ligaspiele (kein Tor) und stieg mit dem Klub aus der Primera División ab. Im Juli 2014 schloss er sich dem Zweitligisten Villa Española an. Dort wurde er in der Saison 2014/15 24-mal in der Segunda División eingesetzt. In der Spielzeit 2015/16 kam er 18-mal, in der Saison 2016 achtmal in der zweiten bzw. ersten uruguayischen Liga zum Einsatz. Ein Pflichtspieltor schoss er für den Klub nicht. Ende Februar 2017 verpflichtete ihn der Club Atlético Progreso, bei dem er in der Saison 2017 bislang (Stand: 12. August 2017) zehn Zweitligapartien bestritt.

### Nationalmannschaft
Avilés nahm mit der uruguayischen U-17-Nationalmannschaft an der U-17-Südamerikameisterschaft 2009 in Chile sowie an der U-17-Weltmeisterschaft 2009 in Nigeria teil. Drei Einsätze stehen bei der U-17-WM für ihn zu Buche. Er gehörte zudem im Vorfeld der Olympischen Sommerspiele 2012 zum von Nationaltrainer Óscar Tabárez aufgestellten erweiterten Kader der U-23.

## Privatleben
Da sein Vater Chilene ist, besitzt er und sein Bruder Joaquín Avilés die doppelte Staatsbürgerschaft (Uruguay und Chile).